# Tipula citae
Tipula citae är en tvåvingeart som beskrevs av Oosterbroek och Vermoolen 1990. Tipula citae ingår i släktet Tipula och familjen storharkrankar.
Artens utbredningsområde är Algeriet. Inga underarter finns listade i Catalogue of Life.